# Timimus
Timimus là một chi khủng long, được T. Rich & Vickers-Rich mô tả khoa học năm 1994.